# José Pedro Fuenzalida
José Pedro Fuenzalida Gana (Santiago, 22 de febrero de 1985) es un exfutbolista profesional chileno que se desempeñó como lateral, volante o extremo. Además, fue internacional absoluto con la Selección de fútbol de Chile desde 2008 hasta 2022, con la que se consagró campeón de la Copa América en 2015 y 2016. Integró la Generación Dorada del fútbol chileno.

## Trayectoria

### Universidad Católica

#### Debut y primeros años
Fuenzalida llegó a las divisiones inferiores de Universidad Católica en 1996, subiendo al primer equipo en el año 2004. Su debut lo realizó bajo el mando del técnico Jorge Pellicer el 10 de abril del mismo año frente a Unión Española, siendo derrotados por 4-0 en un partido válido por el Torneo de Apertura 2004. Durante el torneo disputó 6 partidos, en el cual no lograron clasificar a los Play-Offs tras quedar en el quinto lugar del Grupo C con solamente 19 puntos. Ya en el segundo semestre durante el Clausura 2004, logró tener una mayor continuidad en el equipo. El 7 de agosto en un partido válido por el torneo frente a Cobreloa, anotó su primer gol profesional en la victoria por 2-1. La semana siguiente anotó el único gol de su equipo en la derrota por 4-1 frente a Universidad de Concepción. La fecha próximo anotó nuevamente, esta vez en el triunfo por 3-2 frente a Deportes Temuco. Su buena racha goleadora continuó la siguiente semana, donde volvería a marcar durante el triunfo de visitante por 3-1 sobre Santiago Wanderers. Tras quedar en el primer lugar del Grupo D con 32 puntos, lograron acceder a los Play-Offs, pero fueron eliminados en semifinales por Unión Española tras perder en los penales por 4-3 (habían empatado en un marcador global de 4-4).
Durante el Apertura 2005 su participación en el equipo disminuyó, en gran parte, debido a sus constantes citaciones a la selección Sub-20. En el torneo disputó solamente 5 encuentros y su equipo logró posicionarse en el primer lugar de la tabla de posiciones con 44 puntos, obteniendo la clasificación a la Copa Sudamericana. Sin embargo en los Play-Offs, fueron eliminados en semifinales, nuevamente por Unión Española en los penales. Durante el Clausura 2005 tuvo mayor continuidad, disputando 21 partidos en la campaña donde Universidad Católica se coronó campeón en una emocionante definición a penales ante su archirrival, la Universidad de Chile. Además en ese semestre participó en la Copa Sudamericana 2005, jugando los 10 partidos que disputó el club en el certamen donde llegaron a Semifinales, donde cayeron ante Boca Juniors, ya que empataron 2-2 en el partido de ida en La Bombonera y perdieron 1-0 en el partido de vuelta en San Carlos de Apoquindo.

#### Falta de regularidad y receso en el fútbol
Iniciando el año 2006 se mantuvo jugando regularmente en Universidad Católica. En el Apertura 2006 disputó 14 encuentros y anotó 1 gol, en la goleada por 5-2 frente a Deportes Antofagasta el 26 de febrero. Tras vencer a O'Higgins en el repechaje (empataron a 1, pero por mejor ubicación en la tabla clasificó la UC), lograron acceder a los Play-Offs donde fueron eliminados en cuartos de final por la Universidad de Chile. En el ámbito internacional, Los Cruzados participaron en la Copa Libertadores 2006, pero no lograron superar la Fase de grupos. Fuenzalida disputó los 6 partidos en la copa y anotó frente a Tigres en la victoria por 3-2 el 8 de febrero. Se afirmó como titular durante el Clausura 2006, llegando a disputar 18 partidos en el campeonato. El 16 de septiembre anotó un doblete en la goleada por 5-1 frente a Audax Italiano, tras haber entrado en el entretiempo en reemplazo de Francisco Silva. El 18 de noviembre en la última fecha de la fase regular, anotó en el triunfo por 3-2 frente a Deportes La Serena. Como resultado lograron clasificar a los Play-Offs, pero fueron eliminados por Audax Italiano por un marcador global de 4-0.
Tras la llegada del técnico peruano José Guillermo del Solar, Fuenzalida dejó de ser titular indiscutido en el equipo de cara al Apertura 2007. El 28 de febrero de 2007 anotó un gol en el empate a 3 frente a Ñublense en un encuentro válido por el Apertura 2007. En dicho torneo disputó 12 partidos y Universidad Católica quedó en el segundo lugar de la tabla con 46 puntos, siendo superados solamente por 1 punto por Colo-Colo, equipo que resultó campeón del torneo. Tras esto, anunció que haría un receso en el fútbol profesional para estudiar un año la carrera profesional de Ingeniería Comercial en la Pontificia Universidad Católica de Chile.

### Colo-Colo
Tras estar 6 meses estudiando, decidió retornar al fútbol profesional en el año 2008, rumoreándose fuertemente que regresaría a la Universidad Católica de cara a lo que sería el Torneo Apertura 2008 y la Copa Libertadores del mismo año bajo el mando del técnico Fernando Carvallo. Sorpresivamente el día 29 de enero de 2008, es fichado por el club chileno Colo-Colo por los siguientes 4 años, anunciando que es su revancha en el fútbol profesional luego de recibir duras críticas cuando estaba en la Universidad Católica.
Su debut oficial por Colo-Colo se produjo el 13 de febrero de 2008 en un partido válido por la cuarta fecha del Torneo de Apertura 2008 frente al cuadro de la Universidad de Concepción, ganando el encuentro por 1-0. En dicho partido, entró en el entretiempo reemplazando al colombiano Carlos Salazar. Su primer gol por Los Albos lo marcó el 23 de marzo en la victoria por 2-1 sobre Deportes Antofagasta a los 34 minutos de juego. En el torneo no jugó mucho y solo disputó 7 partidos. Colo-Colo quedó ubicado en el primer lugar del Grupo C con 27 puntos, logrando la clasificación a los Play-Offs. llegó a la final de los Play-Offs donde fueron derrotados por Everton, ya que a pesar de haberles ganado por 2-0 en el encuentro de ida, fueron derrotados por 3-0 en el partido de vuelta disputado en Viña del Mar. Además, el club disputó la Copa Libertadores 2008 donde quedaron eliminados en la fase de grupos tras quedar ubicados en el tercer lugar del Grupo 3 debajo de Boca Juniors y Atlas. En dicho torneo continental, Fuenzalida no jugó ningún partido.

### O'Higgins
En junio de 2008 se confirmó que Fuenzalida junto a sus compañeros Cristóbal Jorquera y Rafael Caroca serían cedidos en calidad de préstamo a O'Higgins de Rancagua. Su debut oficial lo realizó en la primera fecha del Clausura 2008 en el empate a 3 con Universidad de Concepción, anotando a los 4 minutos de juego su primer gol por O'Higgins. El 26 de julio anotó un doblete en la victoria por 4-1 sobre Santiago Morning, lo que los dejó como uno de los punteros de la tabla de posiciones en ese momento. El 20 de septiembre marcó un gol de tiro libre en el empate a 1 de visitante con Provincial Osorno. El 9 de noviembre en la última fecha de la fase regular, Fuenzalida volvió a marcar en la victoria por 3-2 sobre Huachipato. Tras cumplir una buena campaña, O'Higgins se clasificó a los Play-Offs tras quedar en el segundo lugar del Grupo 3 con 28 puntos. En los cuartos de final de los Play-Offs se enfrentaron a Palestino. En el partido de ida el 15 de noviembre, anotó en el empate a 2 tantos con Palestino. Sin embargo, fueron derrotados por 2-1 en el encuentro de vuelta, quedando eliminados del torneo. Fuenzalida jugó todos los partidos del campeonato y anotó 6 goles, siendo una pieza fundamental en el esquema del técnico Jorge Sampaoli.
A pesar de los rumores que indicaban que Fuenzalida volvería a Colo-Colo a pedido del técnico Marcelo Barticciotto, finalmente se quedó en el cuadro rancagüino para todo el 2009. En la segunda fecha del Apertura 2009 el 7 de febrero, anotó su primer gol en el año en la victoria sobre Palestino por 2-1. El 22 de marzo anotó a los 4 minutos de partido frente a Cobreloa, encuentro en cuestión terminó empatado a 1. El 11 de abril marcó nuevamente, pero esta vez en la derrota de visitante por 2-1 frente a Unión Española. El 25 de abril anotó en la derrota por 3-1 con Municipal Iquique. El 9 de mayo en un encuentro frente a Deportes La Serena, anotó un doblete en la victoria por 2-1. La semana siguiente volvió a marcar en la victoria por 3-2 sobre Santiago Morning. A pesar de la irregular campaña, O'Higgins culminó en el octavo puesto por lo que clasificaron a los Play-Offs, donde fueron eliminados en cuartos de final por Unión Española donde tras empatar a 1 en la ida, fueron goleados por 6-1 en el partido de vuelta. Fuenzalida nuevamente jugó todos los partidos y anotó 7 goles durante el torneo. En el Clausura 2009 el equipo bajó notablemente el nivel, quedando ubicados en el décimo lugar, sin lograr acceder a los Play-Offs. Fuenzalida jugó 12 partidos en el torneo y anotó solamente en la victoria por 1-0 sobre Curicó Unido el 25 de octubre.

### Segunda etapa en Colo-Colo

#### Titularidad en Colo Colo
A finales de 2009 se confirmó su regreso a Colo-Colo tras ser pedido por el técnico Hugo Tocalli de cara al Torneo Nacional 2010. Su reestreno con la camiseta alba ocurrió el 31 de enero en la victoria por 3-1 sobre Cobreloa válida por la segunda fecha del torneo, siendo substituido a los 61 minutos por Charles Aránguiz. A pesar de la llegada de Diego Cagna como entrenador, Fuenzalida se mantuvo como titular por la banda derecha, anotando un doblete el 8 de mayo en la goleada por 5-2 sobre Cobresal. Durante la primera parte del año el club disputó la Copa Libertadores 2010, jugando 5 de los 6 partidos, pero quedaron eliminados en la fase de grupos tras quedar en el tercer lugar del Grupo 7. Tras volver del receso mundialista, el 18 de julio anotó al minuto de juego en la victoria por 2-0 contra O'Higgins. En agosto disputaron la Copa Sudamericana 2010, teniendo que enfrentar en primera fase a Universitario de Sucre. En el encuentro de ida disputado el 17 de agosto fueron vencidos por 2-0. El 25 de agosto en el partido de vuelta lograron vencer al cuadro boliviano por 3-1, anotando Fuenzalida uno de los goles. Sin embargo, quedaron eliminados de la competición debido a la regla de los goles de visitante. En el Torneo Nacional 2010, Colo-Colo perdió el Campeonato durante las últimas fechas, tras finalizar en segundo lugar detrás de Universidad Católica. Fuenzalida fue uno de los más regulares en la campaña, jugando 31 encuentros y anotando 3 goles.
Mientras se disputó el Apertura 2011, Fuenzalida no tuvo mayor continuidad con Cagna, Luis Pérez ni con el sucesor de este, Américo Gallego. En el torneo participó solamente en 6 partidos y anotó un gol el 11 de marzo en la victoria por 2-0 sobre Unión La Calera, 1 minuto después de haber ingresado en reemplazo por Lucas Wilchez. En dicho torneo Los Albos llegaron hasta cuartos de final, donde fueron eliminados a manos de Universidad Católica por un marcador global de 5-3. El equipo disputó en ese semestre la Copa Libertadores 2011, pero no lograron superar la fase de grupos, jugando Fuenzalida 4 partidos. También jugó constantemente por el equipo durante la Copa Chile 2011, anotando goles en la victoria por 4-1 sobre Lota Schwager y en el triunfo por 3-1 frente a Deportes Concepción. Finalmente, lograría recuperar la titularidad en el Clausura 2011. El 21 de agosto anotó su primer gol en el torneo durante el empate a 2 con Unión San Felipe. El 23 de octubre volvió a marcar en la victoria por 3-1 sobre Santiago Morning. El 26 de noviembre en la última fecha de la fase regular anotó en la victoria por 2-1 frente a Ñublense. Tras quedar ubicados en el tercer lugar de la tabla, lograron acceder a los Play-Offs. Tras superar en cuartos de final a Deportes La Serena, tuvieron que enfrentar a Cobreloa en semifinales. En el encuentro de ida fueron superados por 3-2, anotando Fuenzalida el primer gol del cuadro albo. En el encuentro de vuelta ganaron por 2-1, pero debido a la regla de los goles de visitante quedaron eliminados. Fuenzalida fue uno de los jugadores con más presencias en el torneo, jugando 20 partidos y anotando 4 goles.
En el Apertura 2012, Fuenzalida se mantuvo como titular en el esquema de Los Albos. A pesar de la salida de Ivo Basay de la banca colocolina, logró mantener la titularidad bajo el mando de Luis Pérez. En el campeonato disputó todos los partidos y anotó 1 gol: El 11 de abril en el empate a 2 con Rangers de Talca en cálida de visita. El equipo logró clasificar a los Play-Offs tras quedar ubicado en el sexto lugar de la tabla de posiciones. Colo-Colo eliminó en cuartos de final a Deportes Iquique, pero fueron eliminados en semifinales por su archirrival Universidad de Chile, ya que a pesar de ganar por 2-0 en la ida, fueron goleados por 4-0 en el encuentro de vuelta. Ya en el Clausura 2012 se mantuvo jugando de forma regular, pero no como titular indiscutido bajo el mando de Omar Labruna. El 3 de octubre durante un partido válido por la Copa Chile 2012-13 anotó un doblete en el empate a 5 con Barnechea. El 7 de octubre anotó en el disputado empate a 2 frente a Rangers. El 7 de noviembre en el encuentro de ida por los octavos de final de la Copa Chile 2012-13, anotó el último tanto de la victoria por 3-1 sobre O'Higgins. Volvió a anotar el 10 de noviembre en la goleada por 5-1 sobre Audax Italiano, válida por el último encuentro de la fase regular del torneo. Como resultado, Colo-Colo clasificó a los Play-Offs en el primer lugar de la tabla, consiguiendo además la clasificación a la Copa Sudamericana 2013. En cuartos de final lograron eliminar a Audax Italiano, tras vencerlos por un marcador global de 6-5. En Semifinales tuvieron que enfrentar a Unión Española, quien los venció en el encuentro de ida por 3-1, anotando Fuenzalida el único gol del Popular. En el partido de vuelta fueron derrotados por 2-0 de local, quedando así eliminados del torneo. En este campeonato jugó 18 partidos y anotó en 3 ocasiones.

#### Protagonismo en Colo Colo y un torneo nacional
Durante el año 2013, "Chapita" tuvo mayor protagonismo dentro del equipo a pesar de las irregulares campañas. El 3 de febrero de 2013 anotó en la victoria por 2-0 sobre Unión La Calera en un encuentro válido por la segunda fecha del Torneo Transición 2013. El 23 de febrero marcó el primer tanto con el que Colo-Colo venció por 2-1 a Palestino. Volvió a anotar el 13 de abril en la victoria como visitante por 3-2 sobre San Marcos de Arica. El 5 de mayo durante el clásico del fútbol chileno frente a Universidad de Chile, anotó un gol en la derrota por 3-2. Colo-Colo tuvo una campaña bastante irregular, quedando en el décimo lugar. Fuenzalida jugó todos los partidos en el Campeonato y marcó en total 4 goles. Para el segundo semestre del mismo año bajo el mando de Gustavo Benítez se mantiene como titular indiscutido, siendo una pieza clave en la oncena titular. El 18 de agosto anotó su primer gol en el Apertura 2013 en la goleada por 4-1 sobre Deportes Iquique. El 8 de septiembre marcó un gol en la derrota por 3-2 frente a San Luis por los octavos de final de la Copa Chile 2013-14. Tras la llegada de Héctor Tapia a la banca del cuadro albo, Fuenzalida comenzó a jugar más adelantado en la posición de extremo derecho del ataque. El 26 de octubre marcó un gol en la victoria por 3-2 sobre O'Higgins. La semana siguiente volvió a anotar, marcando el descuento en la derrota por 4-1 frente a Universidad de Concepción. Colo-Colo terminó en el octavo lugar del Campeonato y Fuenzalida disputó todos los partidos, anotando 3 goles. El mismo semestre participaron de la Copa Sudamericana 2013, donde Fuenzalida jugó los 4 partidos disputados. Colo-Colo fue eliminado de esa competición tras perder con Deportivo Pasto con derrotas por 1-0 y 0-2.
En el Clausura 2014 se mantuvo jugando en la posición de extremo derecho, destacando por su regularidad en el equipo y su dupla por la banda derecha con Gonzalo Fierro. El 14 de febrero anotó su primer gol en la temporada durante el encuentro frente a Rangers, que acabó con victoria por 3-1. El 23 de marzo Fuenzalida fue expulsado en el partido ante O'Higgins, cuando los albos iban ganando 3-0 y recibió una fecha de suspensión, regresaría justo para el Superclásico ante la U. El 6 de abril se jugaba el clásico del fútbol chileno, Colo Colo logró una sufrida pero importante victoria ante la Universidad de Chile y dio otro paso más rumbo a la 30, Fuenzalida fue titular todo el partido. El 13 de abril, Fuenzalida fue titular en la victoria por 1-0 sobre Santiago Wanderers, con la cual, Colo-Colo consiguió salir campeón del torneo, bajando su estrella número 30. En el Clausura 2014 Fuenzalida jugaría 16 partidos y anotando 1 gol siendo uno de los más regulares del cuadro de Héctor Tapia.

### Boca Juniors
Finalmente, cuando ya había disputado dos partidos con Colo-Colo frente a San Marcos de Arica y Deportes Iquique durante el Torneo de apertura 2014, el 28 de julio de 2014, se oficializa su traspaso a Boca Juniors, dejando al club albo. Por la Liga Profesional de 2014, Fuenzalida nunca pudo conseguir la titularidad en el club, jugando en solo 3 partidos los 90 minutos del encuentro, en el triunfo en condición de visita por 3 a 2 ante Godoy Cruz, en el empate 2 a 2 de visita ante Lanús, y en la derrota 2 a 0 frente a San Lorenzo. En el ámbito internacional, en la temporada 2014 disputó 6 partidos por Copa Sudamericana, fue titular en 3 encuentros, entre ellos los dos partidos ante Cerro Porteño, frente Deportivo Capiatá, jugando todo el partido en 2 de ellos, en los triunfos ante Deportivo Capiatá y en el partido de vuelta ante Cerro Porteño.
Para la siguiente temporada 2015, por la Copa Argentina, solo disputó 14 minutos, uno de ellos cuando ingresó al último minuto en el triunfo 2 a 0 de Boca ante Huracán Las Heras y 13 minutos en la victoria 2 a 1 de su club ante Defensa y Justicia. Boca Juniors finalmente se coronó campeón de esa edición derrotando a Rosario Central. Por la Primera División 2015, Fuenzalida continuó siendo suplente llegando a disputar solo 6 encuentros como titular, entre ellos; en la victoria por la mínima ante Atlético Rafaela, el triunfo 4 a 0 ante Newell's Old Boys y el empate ante Independiente. A final de temporada se consagró campeón Club Atlético Boca Juniors de torneo. Fuenzalida disputó un total de 36 partidos en el club, consiguiendo 2 títulos con el equipo. El 16 de diciembre de 2015, se confirmó que Fuenzalida no renovaría contrato con Boca Juniors, llegando a tener un pre acuerdo con Newell's Old Boys para ser su nueva incorporación para 2016, sin embargo, dicho traspaso no se concretó.

### Segunda etapa en Universidad Católica

#### Regreso al club y bicampeón nacional

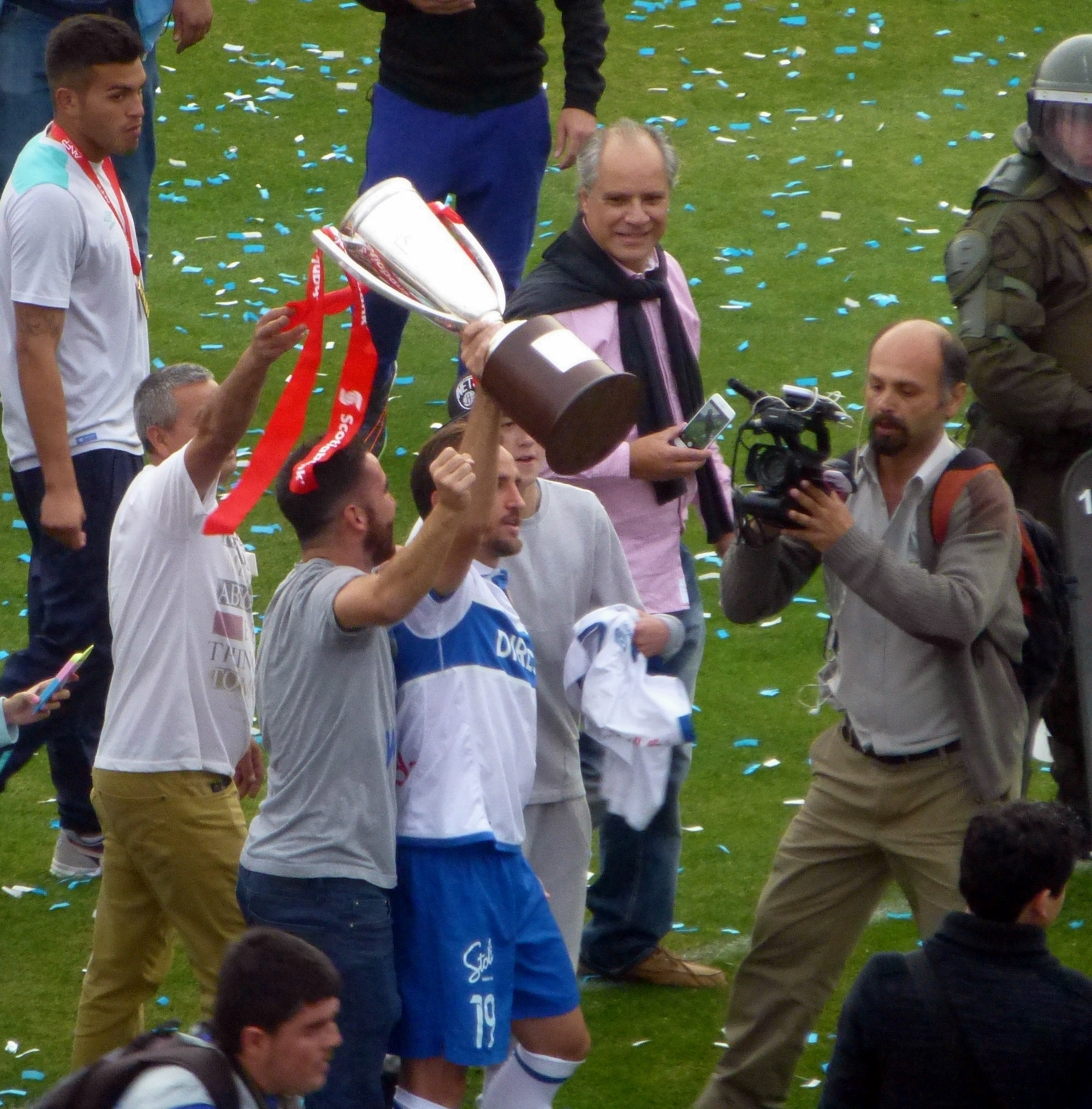
Universidad Católica campeón del Clausura 2016.

A inicios de 2016, se confirmó su regreso a Universidad Católica, su club de formación, después de casi 9 años. Debutó el 17 de enero, en el empate 2-2 contra Deportes Iquique, anotando un gol. Con el pasar de las fechas, Fuenzalida marcó ante Unión Española y fue vital en las últimas fechas al anotar a la Universidad de Chile en el Clásico universitario, en la penúltima fecha del torneo, con tres equipo disputando el torneo Universidad Católica, O'Higgins y Colo Colo, la UC que dependía de sí misma se enfrentaba a San Luis, dicho encuentro terminó a favor de San Luis por 1 a 0. El 30 de abril de 2016, en la última fecha en simultáneo, Universidad Católica debía ganar su encuentro y esperar que O'Higgins, quien dependía de sí mismo, no ganará su encuentro, en dichos encuentros O'Higgins perdió frente a Universidad de Concepción, y la UC quien comenzó perdiendo ante Audax Italiano, dio vuelta el partido con un gol agónico de Fuenzalida en los últimos minutos, gol que dio a Universidad Católica el Clausura 2016, su estrella número once, quedando con 29 puntos, uno más que su perseguidor más cercano Colo-Colo. Fuenzalida registró 4 goles en su primer torneo regreso al club.
Posteriormente, festejó la Supercopa de Chile 2016, otra vez anotando un gol decisivo a Universidad de Chile, en el triunfo de Católica por 2 a 1. A fines de ese año, por la penúltima fecha del Apertura 2016, Católica se enfrentaba a su escolta Deportes Iquique, con quien mantenía una ventaja de 3 puntos, el encuentro terminó con victoria de la franja por un 6 a 2 a favor y en la última fecha el club que dependía de sí mismo, derrotó a Deportes Temuco por 2 a 0, logrando ser bicampeón del fútbol chileno por primera vez al ganar el Torneo Apertura 2016. Chapita volvió a anotar 4 goles por torneo nacional, entre ellos un doblete ante Unión Española en el triunfo de su club de visita por 4 a 3, un gol ante Deportes Antofagasta y nuevamente a Universidad de Chile. Para la temporada 2017, el club tuvo un pésimo desempeño en el torneo nacional, quedando sin clasificar a ninguna copas internacional. Fuenzalida aportó otra vez con 4 goles por el torneo, marcando en el empate 2 a 2 frente a Audax Italiano, en el triunfo 2 a 0 frente a Deportes Iquique, en la derrota 3 a 1 ante Huachipato, y en la última fecha en el triunfo 4 a 2 sobre Deportes Antofagasta.

#### Segundo bicampeonato nacional y consagración en Universidad Católica
Tras el retorno de los torneos largos, el 20 de octubre de 2018, por la fecha 6 Fuenzalida marcó su primer gol de la temporada en el triunfo 3 a 1 sobre Unión Española, y lo siguió un gol ante Huachipato en el triunfo por el mismo marcador. Por la segunda rueda del torneo, tras la eliminación del club de la Copa Chile 2018 ante Cobreloa, en partido válido por la fecha 26 del campeonato, el equipo cruzado se enfrentó a su escolta Universidad de Concepción y lo derrotó por 1-0 en el Estadio San Carlos de Apoquindo ante 12.249 espectadores. Durante el encuentro, el jugador Fuenzalida sufrió un corte en la cabeza a los 35 minutos de juego y, pese a sangrar, siguió jugando hasta el final del partido. El gol del triunfo fue convertido por Andrés Vilches a los 63 minutos. Chapita marcó 3 goles más en el torneo nacional, en el empate 2 a 2 ante Deportes Iquique, en el triunfo 2 a 1 ante San Luis, y en el triunfo por la cuenta mínima ante O'Higgins por la penúltima fecha del torneo, dejando al club a 1 punto de conseguir una nueva estrella. El 2 de diciembre de 2018, Universidad Católica ganó a Deportes Temuco por 2 a 1, lo que le significó el título de la Primera División 2018.
En 2019, tras el retiro de Cristián Álvarez, Fuenzalida comenzó a ser el capitán de Universidad Católica. El 23 de marzo de 2019, Universidad Católica se consagró campeón de la Supercopa de Chile, segundo título del club en aquel torneo. En su calidad de campeón de la temporada 2018 enfrentó a Palestino, campeón vigente de Copa Chile derrotándolo por un marcador de 5 a 0. Por la Primera División 2019, por la fecha 5 marcó el primer gol en el triunfo de visita por 3-2 de su club ante Colo Colo. El 14 de abril, por la fecha 8 del campeonato de la primera división 2019 se produjo la mayor goleada del Clásico universitario en partidos disputados en San Carlos de Apoquindo. Universidad Católica derrotó por 4 a 0 a Universidad de Chile, uno de los goles fue marcado por Fuenzalida. Chapita marcó 8 goles más, contabilizando 10 goles en 21 partidos, siendo su temporada más goleadora de su carrera, entre ellos un doblete en el triunfo 3 a 0 ante Universidad de Concepción, y el gol del empate 1 a 1 ante Coquimbo Unido. A fines de esa temporada nuevamente festejó un bicampeonato al quedarse con la copa de la Primera División 2019 siendo el goleador de la UC en ese torneo. Las Protestas en Chile de 2019, conocidas como la Revolución de los 30 pesos o Chile despertó, motivaron que el Consejo de Presidentes de la ANFP decidiera concluir el torneo oficial a falta de seis fechas, donde la UC mantenía una ventaja de 13 puntos sobre su escolta Colo-Colo.

#### Mayor ganador en la historia del club y un tetracampeonato nacional
Para la temporada 2020, Fuenzalida continuó siendo titular indiscutido del club y tras una buena primera rueda en el campeonato con 12 triunfos, 3 empates y dos derrotas, Católica saco una ventajas de 3 puntos ante su escolta Unión La Calera. El chapa marcó en el triunfo 4 a 1 ante Coquimbo Unido, y el la victoria 3 a 1 frente a Huachipato. En la segunda rueda Católica obtuvo una seguillida de empates en el torneo nacional, que ninguno de sus perseguidores pudo aprovechar. Fuenzalida por la segunda rueda marcó solo en el triunfo 5 a 3 ante Deportes Antofagasta donde se anotó con un doblete. El 10 de febrero de 2021 por la penúltima fecha, Católica se enfrentó a su escolta Calera con quien mantenía una ventaja de cinco puntos, dicho encuentro terminó empatado a 0, y Católica ganó el primer tricampeonato de su historia, obteniendo el decimoquinto título de Primera División 2020, y el quinto de los últimos siete torneos oficiales en Chile.
Posteriormente, producto del retraso que provocó la pandemia del coronavirus la Supercopa 2020 se terminó jugando en marzo de 2021, donde la UC vigente campeón de la primera división 2019 se enfrentó al campeón de la Copa Chile de 2019, Colo Colo, donde la escuadra cruzada se coronó campeón de la Supercopa 2020 con un triunfo 4-2 sobre Colo Colo. Durante el encuentro, los albos comenzaron ganando por 2 a 0 con goles de Iván Morales y Leonardo Gil, pero el marcador fue remontado por los cruzados con los goles de Zampedri, Tapia, en dos ocasiones, y Marcelino Núñez. A finales de 2021, finalizando con la temporada 2021, la UC disputó la final de la Supercopa 2021, Fuenzalida que durante esos días se encontraba en cuarentena, no pudo disputar la final en la que el club se coronó en tanda de penales tricampeón de está competencia, el Chapa quién es el jugador cruzado con más títulos en el club sumó una estrella más a su historial alcanzando las diez celebraciones con la institución.
A final de temporada la institución se coronó tetracampeón del torneo nacional, tras ganar las ediciones 2018, 2019, 2020 y 2021, Fuenzalida formó parte de todos los torneos y está nueva estrella se convirtió en su undécimo título con la franja; 7 torneos de Primera División y 4 Supercopas. Por la Primera División 2021, Fuenzalida registró su etapa menos goleadora desde su regreso al club, anotando solo 3 anotaciones, en el triunfo 3 a 0 ante O'Higgins, el triunfo 4 a 2 ante Curicó Unido, y en la victoria 2 a 1 ante Unión Española. Pese a ser su temporada con menos anotaciones, se convirtió en el máximo asistidor del torneo con 10 habilitaciones. Tras finalizar la temporada, Fuenzalida quien tiene renovación automática con el club evaluado de acuerdo a los partidos disputados, confirmó en diciembre de 2021, que seguirá en el club hasta la finalización de la temporada 2022.
Durante la temporada 2022, la UC tuvo un pobre desempeño internacionalmente donde el club quedó eliminado en fase de grupos de la libertadores, finalmente, el equipo clasificó como el peor tercero del grupo a la sudamericana, siendo eliminados rápidamente en los octavos de final ante São Paulo, donde alcanzó a anotar un gol en dicha competencia. Por los torneos locales, el rendimiento no fue distinto, la franja se mantuvo por debajo de la mitad de la tabla durante todo el primer semestre. Con la llegada de Holan el club solo alcanzó a clasificar a la sudamericana del próximo año. El 6 de noviembre del mismo año, Universidad Católica jugó su último partido en Primera División 2022, donde se confirmó la salida de 3 jugadores, entre ellas, la de Fuenzalida. Dicho partido sería su último encuentro disputado como jugador profesional.

## Selección nacional

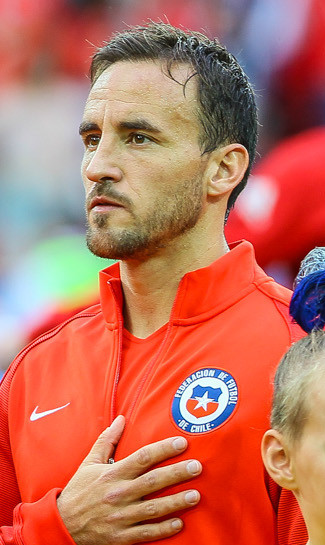
José Pedro Fuenzalida con en 2017.

### Selecciones menores
Tras participar de partidos amistosos, fue convocado el 9 de enero de 2005 por José Sulantay, el entrenador de la La Rojita, en la nómina de jugadores para disputar el Campeonato Sudamericano Sub-20 de 2005 en Colombia, que se realizó entre el 13 de enero y el 6 de febrero del mismo año y que otorgó boletos a la Copa Mundial Juvenil de Holanda. En el primer partido disputado el 16 de enero frente a Uruguay, Chile empató a 0 y Fuenzalida fue titular, siendo reemplazado a los 74 minutos de partido por Pedro Morales. El 18 de enero en el partido contra Paraguay, Fuenzalida jugó los 90 minutos y anotó en la victoria para Chile por 3-2. Después el 20 de enero, La Rojita sufrió su primera derrota a manos de Brasil por 4-2, jugando Fuenzalida de titular hasta los 75 minutos, siendo substituido por Carlos Villanueva Rolland. El 22 de enero en el último encuentro de la primera fase, Chile goleó por 5-1 a Ecuador, siendo Fuenzalida titular como en los encuentros anteriores, saliendo reemplazado a los 57 minutos por Ángel Rojas. Como resultado, Chile clasificó a la fase final del torneo en segundo lugar del Grupo B con 7 puntos. En el primer encuentro de la fase final el 25 de enero frente a Colombia, Fuenzalida anotó el tercer gol chileno en la derrota por 4-3, siendo reemplazado a los 80 minutos por Carlos Carmona. 2 días después jugó los 90 minutos en el empate a 1 con Argentina. El 29 de enero marcó el empate parcial en la victoria por 3-2 sobre Venezuela. El 2 de febrero fue titular en la derrota por 2-1 frente a Brasil, saliendo reemplazado a los 58 minutos por Matías Fernández. La selección consiguió la clasificación al Mundial Juvenil tras empatar a 2 con Uruguay, consiguiendo el último cupo de clasificación. Fuenzalida jugó todos los partidos como titular y anotó 2 goles.
En mayo del mismo año, es confirmado en la nómina de 21 jugadores por el DT de La Rojita José Sulantay para jugar el Mundial Juvenil de 2005 en Holanda. En el primer encuentro disputado el 11 de junio, anitó un doblete en la goleada por 7-0 a Honduras, saliendo reemplazado a los 80 minutos del encuentro por Eduardo Tudela. Pero el 14 de junio, Chile perdió abultadamente por 7-0 ante España, jugando los 90 minutos de este partido. Finalmente, Chile cerró su irregular paso por la fase de grupos, con una derrota ante Marruecos por 1-0, cerrando la fase de grupos con tres puntos, lo que le bastó para clasificarse a Octavos de Final en el tercer lugar del Grupo C. En octavos de final tuvieron que enfrentar a la selección anfitriona: Holanda, frente a quienes quedaron eliminados de la Copa tras perder por 3-0. En dicho partido, Fuenzalida jugó hasta los 79 minutos, donde fue reemplazado por Pedro Morales. Fuenzalida jugó todos los encuentro de su selección, anotando 2 goles en la competición.
En mayo de 2008 fue convocado por Marcelo Bielsa para disputar el Torneo Esperanzas de Toulon de 2008 para jugadores Sub-23. En el primer partido disputado el 20 de mayo derrotaron por 5-3 a Francia, anotando Fuenzalida el primer gol de los chilenos. El 22 de mayo en el partido frente a Holanda volvió a anotar en la victoria por 2-0, consiguiendo la clasificación a las Semifinales del torneo. En el último partido de la fase de grupos, "Chapita" ingresó en el segundo tiempo en la victoria por 2-0 sobre Japón. En semifinales lograron vencer a Costa de Marfil por 2-1, pero fueron derrotados en la final por 1-0 frente Italia. A pesar de la derrota, la selección dejó una buena impresión debido al buen nivel mostrado en la competición.

#### Participaciones en Sudamericanos
| Campeonato                  | Sede                | Resultado           | Partidos | Goles |
| --------------------------- | ------------------- | ------------------- | -------- | ----- |
| Sudamericano Sub-20 de 2005 | Colombia            | Cuarto Lugar        | 9        | 2     |
| Total de su carrera         | Total de su carrera | Total de su carrera | 9        | 2     |

#### Participaciones en Copas del Mundo
| Mundial                               | Sede                | Resultado           | PJ | Goles |
| ------------------------------------- | ------------------- | ------------------- | -- | ----- |
| Copa Mundial de Fútbol Sub-20 de 2005 | Países Bajos        | Octavos de final    | 4  | 2     |
| Total de su carrera                   | Total de su carrera | Total de su carrera | 4  | 2     |

#### Participaciones en Torneo Esperanzas de Toulon
| Torneo                              | Sede                | Resultado           | PJ | Goles |
| ----------------------------------- | ------------------- | ------------------- | -- | ----- |
| Torneo Esperanzas de Toulon de 2008 | Francia             | Subcampeón          | 5  | 2     |
| Total de su carrera                 | Total de su carrera | Total de su carrera | 5  | 2     |

### Selección absoluta

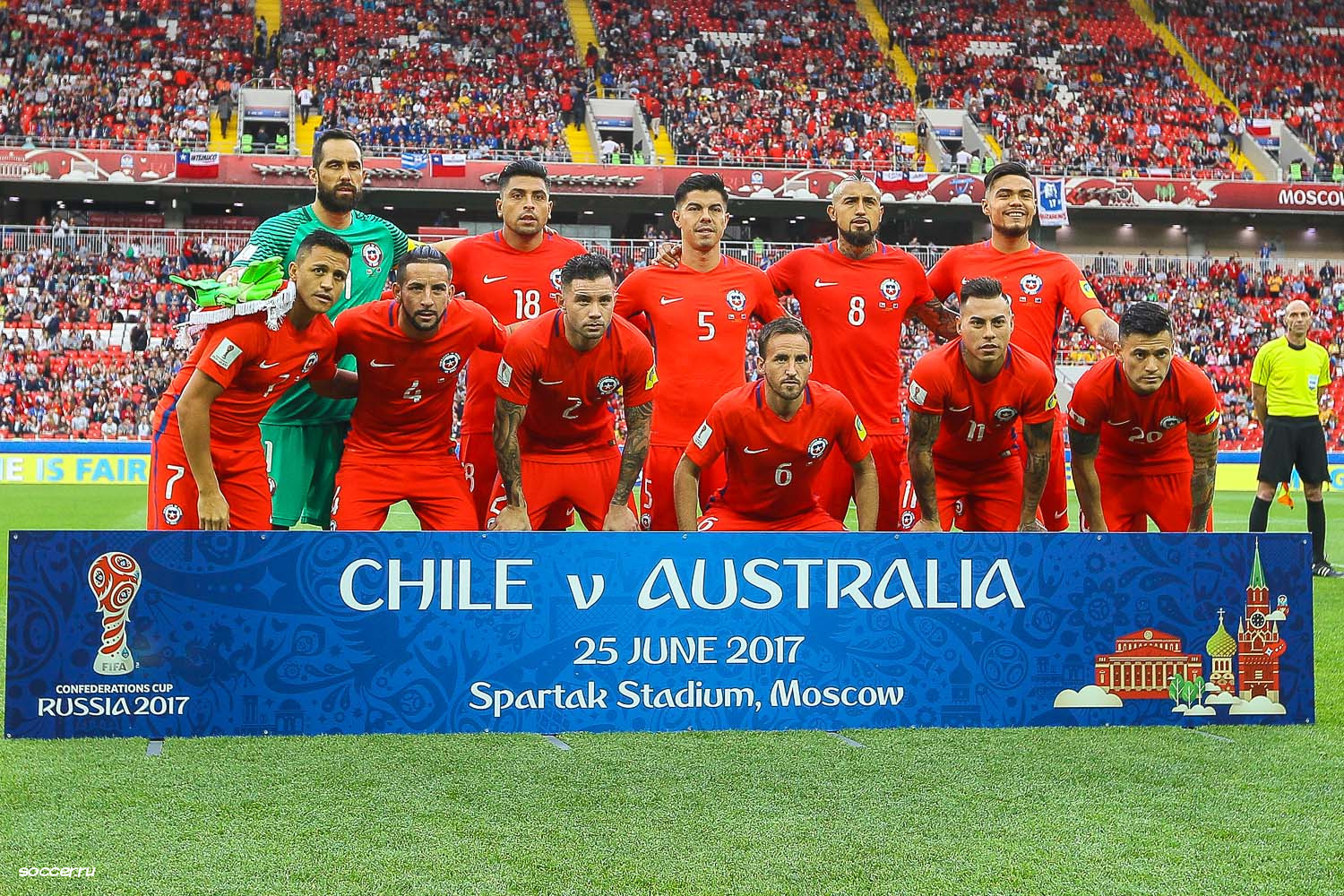
José Pedro (cuarto de abajo, de izquierda a derecha) previo a un partido con Chile.

Tras su buena participación en el Torneo Esperanzas de Toulon, Fuenzalida fue convocado a la selección absoluta por Marcelo Bielsa para los amistosos frente a Guatemala y Panamá en junio de 2008. Realizó su debut por la Selección de fútbol de Chile en su categoría adulta el 4 de junio de 2008 en la victoria 2-0 en el amistoso como local frente a Guatemala, tras ingresar a los 73 minutos del encuentro en reemplazo de Humberto Suazo. El 7 de junio jugó de titular en el empate sin goles con Panamá, cumpliendo un buen desempeño. Su buen nivel en estos amistosos hizo que Bielsa lo nominara nuevamente, esta vez para enfrentar de visitante a Bolivia y Venezuela por las Clasificatorias al Mundial de Sudáfrica 2010.
Fuenzalida fue nominado nuevamente en febrero de 2012 para el amistoso frente a Paraguay, siendo titular en la derrota por 2-0. Tras la llegada de Jorge Sampaoli como entrenador de la selección, Fuenzalida comenzó a ser nominado más constantemente. Sampaoli le convocó para los partidos amistosos en enero de 2013 frente a Senegal y Haití. En el primer encuentro entró a los 88 minutos por Carlos Muñoz en la victoria por 2-1, mientras que frente a Haití jugó de titular y anotó su primer gol por la selección adulta en la victoria por 3-0. A finales del 2013, Fuenzalida regresó a la selección para los amistosos contra Inglaterra y Brasil, jugando en ambos partidos y siendo titular en el último.
En diciembre de 2016, Pizzi lo convoca para disputar la China Cup 2017. El 11 de enero de 2017, Chile debuta ante Croacia, Fuenzalida fue titular y salió reemplazado al 70' por Álvaro Ramos, finalmente sudamericanos y europeos empataron a 1 y en penales Chile ganó por 4-1. El 15 de enero se jugaba la Final de la China Cup ante Islandia, Chapita también fue titular y tuvo un bajo partido, salió reemplazado al 79' por Junior Fernandes, finalmente La Roja ganó por 1-0 y se proclamó campeón en continente asiático. Jugó los 2 partidos de la China Cup 2017, estuvo 149 minutos en cancha y tuvo una baja actuación.

### Mundiales
El 11 de mayo del 2010, el entrenador de Chile, Marcelo Bielsa, entregó la pre-nómina con los treinta posibles jugadores que disputarían el Mundial de Sudáfrica 2010, en la cual estuvo Fuenzalida. Tras participar de algunos partidos preparatorios, finalmente no logró entrar en la nómina final de 23 jugadores que disputarían la competición.

#### Copa Mundial 2014
Tras los amistosos ante Costa Rica, donde fue titular, y Alemania, donde fue suplente, Sampaoli lo incluye en la prénomina de 30 jugadores de cara al Mundial de Brasil. El 1 de junio de 2014 es nominado dentro de los 23 jugadores que finalmente participaran en el mundial de Brasil. Chapita no jugó partidos en el Mundial de Brasil 2014.

### Copas América

#### Copa América 2015
En mayo de 2015, Sampaoli lo incluye para la Copa América 2015 celebrada en Chile. Al igual que en el mundial, Fuenzalida tampoco jugó partidos, pero integró el plantel campeón de la Copa América Chile 2015.

#### Copa América Centenario
El 6 de junio de 2016, en la primera fecha del Grupo D y jugando contra Argentina por la Copa América Centenario, Chapita ingreso al minuto 81 por Charles Aránguiz y logró convertir un gol, luego de un tiro libre pateado por Fabián Orellana, abriendo el marcador para Chile y resolviendo el marcador final de 2-1, el cual fue favorable para Argentina. Pese a haber convertido en el minuto 92 se destacó el pulido trabajo de 'Chapita' al momento de jugar por 'La Roja'. El 14 de junio por la última fecha del Grupo D, Fuenzalida debuta como titular (como extremo derecho) ante Panamá triunfo de la Roja por 4-2 y Fuenzalida asistió a Alexis Sánchez para que marcarse el 4-2 final. El 18 de junio, por los cuartos de final y tras la suspensión de Mauricio Isla, Fuenzalida juega como lateral derecho en el duelo Selección de fútbol de México, triunfo por 7-0 para los pupilos de Juan Antonio Pizzi, donde José Pedro tuvo un buen partido, haciendo daño por la banda derecha junto a Edson Puch. El 22 de junio en las Semifinales de la Centenario, tocaba jugar contra Colombia, triunfo por 2-0 y Fuenzalida fue una de las figuras del partido, ya que el 1-0 nació tras un centro de él que desvía Juan Guillermo Cuadrado y le queda a Charles Aránguiz para marcar el 1-0 y en el minuto 11 convierte el 2-0 definitivo del partido luego de un palo de Alexis y resolviendo de manera heroica el destino de la 'Roja' y su paso a la final, incluso siendo alabado por la prensa colombiana. El 26 de junio se jugaba la Final de la Copa Centenario ante Argentina, Fuenzalida jugó de titular y fue reemplazado al minuto 80 por Edson Puch. Finalmente Chile gana 4-2 en la tanda de penales y se proclama Campeón de la Copa América Centenario.
Chapita jugó todos los partidos de la Copa América Centenario (358 min en cancha) anotó 2 goles, dio 1 asistencia y para sorpresas de muchos fue una de las revelaciones de La Roja en el torneo disputado en Estados Unidos.

#### Copa FIFA Confederaciones 2017

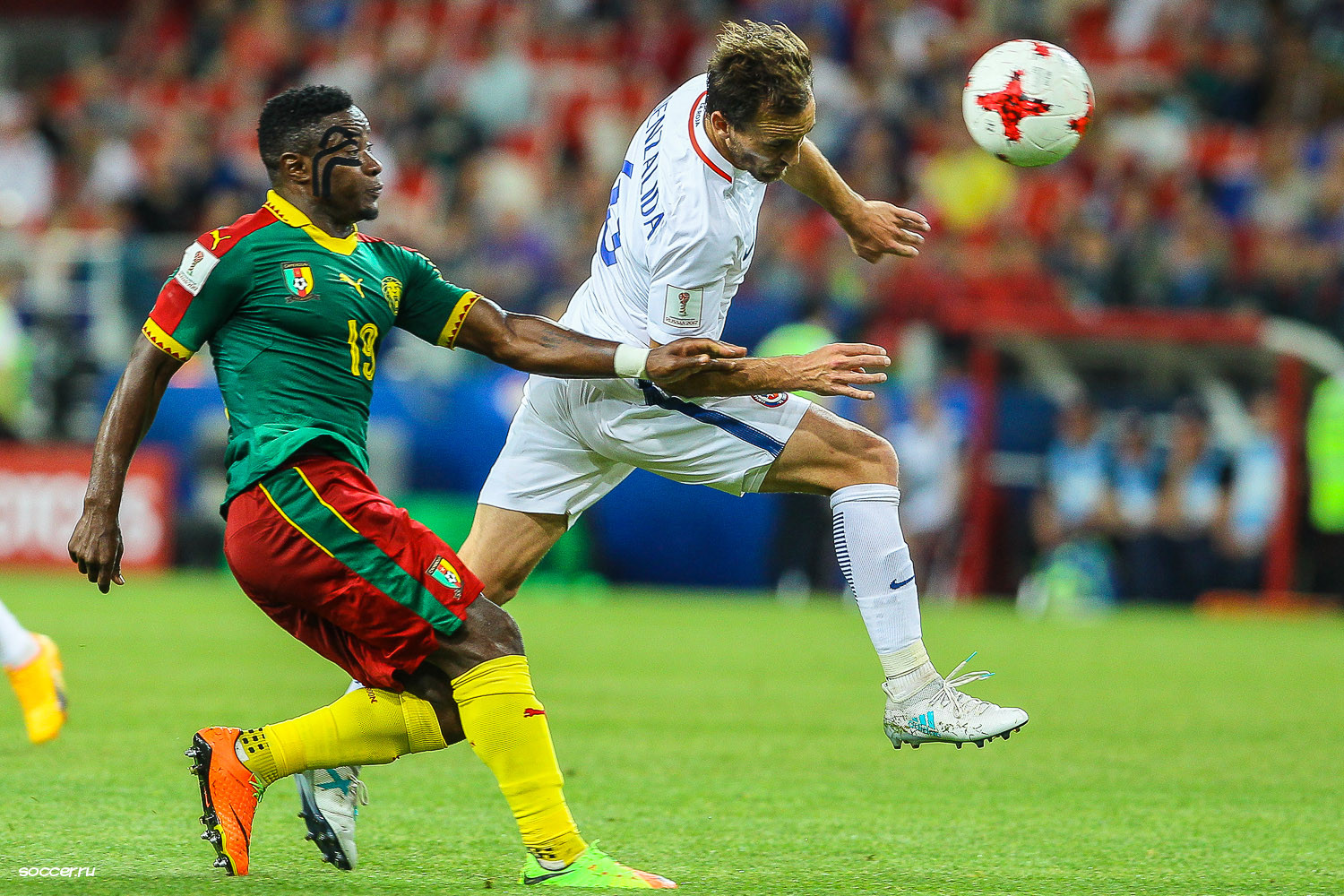
Chapita Fuenzalida en el duelo contra Camerún por la Copa Confederaciones 2017.

En mayo de 2017, Juan Antonio Pizzi lo convoca para disputar la Copa FIFA Confederaciones 2017 disputada en Rusia. Debutó el 18 de junio en el triunfo por 2-0 ante Camerún, Fuenzalida tuvo un buen partido, creando situaciones de gol pero no pudiendo marcar, salió al 63' por Leonardo Valencia cuando el marcador iba 0-0. El 28 de junio se jugaban la semifinales de la Copa Confederaciones 2017 ante Portugal, Fuenzalida fue suplente e ingresó al minuto 119 por Mauricio Isla, después del alargue, en penales Chile venció por 3-0 a Portugal con notable actuación de Bravo y llegaba a la final. En la final Chile cayó por 1-0 ante Alemania, Fuenzalida no jugó.
Disputó 3 de 5 partidos de la Copa Confederaciones 2017, estuvo 109 minutos en el campo de juego y fue de más a menos en la copa.

#### Copa América 2019
Fuenzalida tras casi 2 años sin citaciones a la Selección (desde la eliminación de la clasificatoria a Rusia, en el 10 de octubre de 2017), fue citado por Reinaldo Rueda para disputar la Copa América 2019 para disputar su tercera Copa América consecutiva. El 6 de junio de 2019, Fuenzalida volvió a jugar por la Roja en un amistoso ante Haití en La Serena, partiendo desde el primer minuto como puntero derecho, teniendo dos opciones claras de gol en el primer tiempo. Sin embargo, en el minuto 71 lograría anotar el 2-1 final tras un rebote en el área, y destacando siendo el mejor de Chile en aquel partido. Chile debutaría frente a Japón donde Fuenzalida fue titular hasta el minuto 80 donde fue reemplazado por Óscar Opazo y jugó de manera destacable. Chile ganó 4-0 aquel partido. Fuenzalida jugaría el segundo partido frente a Ecuador, en el que fue uno de los más destacados anotando un gol al minuto 8 y jugó hasta el minuto 70 donde fue reemplazado por Paulo Díaz. Chile ganó por 2-1. Ante Uruguay no jugó donde jugadores como Óscar Opazo y Pedro Pablo Hernández tuvieron su oportunidad. Chile perdió 0-1 y quedó como segundo de grupo clasificado a cuartos de final con 6 puntos abajo de los 7 de Uruguay.
En cuartos de final, Chile se enfrentó a Colombia donde Fuenzalida fue sustituido por Esteban Pavez en el minuto 74. Chile empató 0 a 0, pasando a la tanda de penales tras los 90 minutos. Ahí Chile pasó al ganar 5-4 en la tanda. En semifinales se enfrentó a Perú donde nuevamente tuvo un bajo nivel, sumado al pésimo nivel del resto del equipo, y Chile cayó 3-0 quedando eliminado sin chances de clasificar a la final. No jugó en el partido por el tercer lugar ante Argentina, donde Mauricio Isla lo sustituyó en su posición y Paulo Díaz´jugó en la posición habitual de Isla. Chile cayó por 2-1 quedando en el cuarto lugar. Fuenzalida en total jugó 4 partidos (259 minutos), anotó 1 gol y fue de más a menos en la copa.

### Clasificatorias

#### Clasificatorias Sudáfrica 2010
Su debut en las Clasificatorias a Sudáfrica 2010 fue frente a Bolivia el 15 de junio, cuyo partido fue ganado por 2-0. Tras jugar algunos amistosos, en mayo de 2009 fue citado por Marcelo Bielsa para disputar la Copa Kirin en Japón. En este torneo jugó los 2 encuentros que disputó Chile, en la derrota por 4-0 frente a Japón y en el empate a 1 con Bélgica.
En septiembre de 2011 el DT Claudio Borghi lo convocó para enfrentar los encuentros válidos por las Clasificatorias a Brasil 2014 frente a Argentina y Perú. Sin embargo, solamente fue suplente ambos encuentros.

#### Clasificatorias Rusia 2018
Chapita debutó en las Clasificatorias Rusia 2018 en la doble fecha de septiembre de 2016 ante Paraguay y Bolivia, tras su buena participación en la Copa América Centenario. Debutó el 1 de septiembre en la derrota por 2-1 ante Paraguay, siendo titular por la fecha 7 y fue reemplazado al 55' por Edson Puch en un opaco partido de Fuenzalida. El 6 de septiembre, también fue titular en el empate 0-0 ante Bolivia en el Monumental, donde José Pedro fue titular y salió al minuto 70 por Mauricio Pinilla en otro bajo partido del extremo derecho, fallándose ocasiones claras de gol. El 10 de noviembre fue nuevamente titular, esta vez ante Colombia en Barranquilla tras la lesión de Alexis Sánchez. Sin embargo Fuenzalida volvió a tener un rendimiento regular al mandar buenos centros para asistir en el primer tiempo, sin embargo en el segundo tiempo se fue apagando, teniendo una oportunidad clara de gol en el minuto 79, tras una buena jugada de Eduardo Vargas. Chile empató 0-0 aquel partido. 5 días después volvió inexplicablemente a ser titular, pese a que Alexis Sánchez se había recuperado, ante el Uruguay. En este encuentro, Fuenzalida jugó mejor y Chile ganó 3-1. Fue reemplazado en el minuto 73 por Enzo Roco.
El 23 de marzo de 2017, Fuenzalida fue el protagonista del partido contra Argentina por las Clasificatorias, ya al minuto 7 anotó el 1-0 pero estaba adelanto en una discutible posición de adelanto y al minuto 15 supuestamente bajó a Ángel Di María en el área nacional y provocó un penal, recibiendo amarilla y Lionel Messi marcó el único gol del partido, luego Fuenzalida salió al 55 por Nicolás Castillo en otra baja actuación. Fuenzalida no jugó el siguiente partido ante Venezuela. El 10 de octubre, Chile cayó por 3-0 ante Brasil en Sao Paulo y quedó eliminado de Rusia 2018, en ese partido Fuenzalida actuó como volante central en lugar del suspendido Arturo Vidal y salió al 62' por Edson Puch. Jugó 6 partidos en las Clasificatorias Rusia 2018 (406 min en cancha) y poco a poco se fue apagando después de la Copa Centenario.

#### Participaciones en Copas FIFA Confederaciones
| Mundial                        | Sede  | Resultado  | Partidos | Goles |
| ------------------------------ | ----- | ---------- | -------- | ----- |
| Copa FIFA Confederaciones 2017 | Rusia | Subcampeón | 3        | 0     |

#### Participaciones en Clasificatorias a Copas del Mundo
| Eliminatorias                | País      | Resultado   | Posición | Partidos | Goles |
| ---------------------------- | --------- | ----------- | -------- | -------- | ----- |
| Eliminatorias Sudáfrica 2010 | Sudáfrica | Clasificado | 2.º      | 1        | 0     |
| Eliminatorias Brasil 2014    | Brasil    | Clasificado | 3.º      | 0        | 0     |
| Eliminatorias Rusia 2018     | Rusia     | Eliminado   | 6.º      | 6        | 0     |
| Eliminatorias Catar 2022     | Catar     | Eliminado   | 7.º      | 2        | 0     |

#### Participaciones en Copa América
| Torneo                  | Sede           | Resultado    | Partidos | Goles |
| ----------------------- | -------------- | ------------ | -------- | ----- |
| Copa América 2015       | Chile          | Campeón      | 0        | 0     |
| Copa América Centenario | Estados Unidos | Campeón      | 6        | 2     |
| Copa América 2019       | Brasil         | Cuarto lugar | 4        | 1     |

### Partidos internacionales
Actualizado de acuerdo al último partido jugado el 13 de octubre de 2020.
| 1     | 4 de junio de 2008       | Estadio El Teniente, Rancagua, Chile                                 | Chile                  | 2-0      | Guatemala         |   | Amistoso                         |
| 2     | 7 de junio de 2008       | Estadio Elías Figueroa Brander, Valparaíso, Chile                    | Chile                  | 0-0      | Panamá            |   | Amistoso                         |
| 3     | 15 de junio de 2008      | Estadio Hernando Siles, La Paz, Bolivia                              | Bolivia                | 0-2      | Chile             |   | Clasificatorias a Sudáfrica 2010 |
| 4     | 24 de septiembre de 2008 | Los Angeles Memorial Coliseum, Los Ángeles, Estados Unidos           | Chile                  | 1-0      | México            |   | Amistoso                         |
| 5     | 18 de enero de 2009      | Lockhart Stadium, Fort Lauderdale, Estados Unidos                    | Chile                  | 0-2      | Honduras          |   | Amistoso                         |
| 6     | 27 de mayo de 2009       | Estadio Nagai, Osaka, Japón                                          | Japón                  | 4-0      | Chile             |   | Copa Kirin                       |
| 7     | 29 de mayo de 2009       | Fukuda Denshi Arena, Chiba, Japón                                    | Chile                  | 1-1      | Bélgica           |   | Copa Kirin                       |
| 8     | 4 de noviembre de 2009   | Estadio CAP, Talcahuano, Chile                                       | Chile                  | 2-1      | Paraguay          |   | Amistoso                         |
| 9     | 20 de enero de 2010      | Estadio Bicentenario Francisco Sánchez Rumoroso, Coquimbo, Chile     | Chile                  | 2-1      | Panamá            |   | Amistoso                         |
| 10    | 31 de marzo de 2010      | Estadio Bicentenario Germán Becker, Temuco, Chile                    | Chile                  | 0-0      | Venezuela         |   | Amistoso                         |
| 11    | 5 de mayo de 2010        | Estadio Tierra de Campeones, Iquique, Chile                          | Chile                  | 2-0      | Trinidad y Tobago |   | Amistoso                         |
| 12    | 12 de mayo de 2010       | Estadio Azteca, Ciudad de México, México                             | México                 | 1-0      | Chile             |   | Amistoso                         |
| 13    | 7 de septiembre de 2010  | Estadio Lobanovsky Dynamo, Kiev, Ucrania                             | Ucrania                | 2-1      | Chile             |   | Amistoso                         |
| 14    | 9 de octubre de 2010     | Estadio Sheikh Zayed, Abu Dabi, Emiratos Árabes Unidos               | Emiratos Árabes Unidos | 0-2      | Chile             |   | Amistoso                         |
| 15    | 12 de octubre de 2010    | Estadio de la Policía Real de Omán, Mascate, Omán                    | Omán                   | 0-1      | Chile             |   | Amistoso                         |
| 16    | 15 de febrero de 2012    | Estadio Feliciano Cáceres, Luque, Paraguay                           | Paraguay               | 2-0      | Chile             |   | Amistoso                         |
| 17    | 15 de enero de 2013      | Estadio La Portada, La Serena, Chile                                 | Chile                  | 2-1      | Senegal           |   | Amistoso                         |
| 18    | 19 de enero de 2013      | Estadio Municipal "Alcaldesa Ester Roa Rebolledo", Concepción, Chile | Chile                  | 3-0      | Haití             |   | Amistoso                         |
| 19    | 24 de abril de 2013      | Estadio Mineirão, Belo Horizonte, Brasil                             | Brasil                 | 2-2      | Chile             |   | Amistoso                         |
| 20    | 15 de noviembre de 2013  | Estadio de Wembley, Londres, Inglaterra                              | Inglaterra             | 0-2      | Chile             |   | Amistoso                         |
| 21    | 19 de noviembre de 2013  | Estadio Rogers Centre, Toronto, Canadá                               | Brasil                 | 2-1      | Chile             |   | Amistoso                         |
| 22    | 22 de enero de 2014      | Estadio Francisco Sánchez Rumoroso, Coquimbo                         | Chile                  | 4-0      | Costa Rica        |   | Amistoso                         |
| 23    | 30 de mayo de 2014       | Estadio Nacional Julio Martínez Prádanos, Santiago, Chile            | Chile                  | 3-2      | Egipto            |   | Amistoso                         |
| 24    | 9 de septiembre de 2014  | Lockhart Stadium, Fort Lauderdale, Estados Unidos                    | Chile                  | 1-0      | Haití             |   | Amistoso                         |
| 25    | 10 de octubre de 2014    | Estadio Elías Figueroa Brander, Valparaíso, Chile                    | Chile                  | 3-0      | Perú              |   | Amistoso                         |
| 26    | 26 de marzo de 2015      | NV Arena, Sankt Pölten, Austria                                      | Irán                   | 2-0      | Chile             |   | Amistoso                         |
| 27    | 27 de mayo de 2016       | Estadio Sausalito, Viña del Mar, Chile                               | Chile                  | 1-2      | Jamaica           |   | Amistoso                         |
| 28    | 1 de junio de 2016       | Estadio Qualcomm, San Diego, Estados Unidos                          | México                 | 1-0      | Chile             |   | Amistoso                         |
| 29    | 6 de junio de 2016       | Levi's Stadium, Santa Clara, Estados Unidos                          | Argentina              | 2-1      | Chile             |   | Copa América Centenario 2016     |
| 30    | 10 de junio de 2016      | Gillette Stadium, Foxborough, Estados Unidos                         | Chile                  | 2-1      | Bolivia           |   | Copa América Centenario 2016     |
| 31    | 14 de junio de 2016      | Lincoln Financial Field, Filadelfia, Estados Unidos                  | Chile                  | 4-2      | Panamá            |   | Copa América Centenario 2016     |
| 32    | 18 de junio de 2016      | Levi's Stadium, Santa Clara, Estados Unidos                          | México                 | 0-7      | Chile             |   | Copa América Centenario 2016     |
| 33    | 22 de junio de 2016      | Soldier Field, Chicago, Estados Unidos                               | Colombia               | 0-2      | Chile             |   | Copa América Centenario 2016     |
| 34    | 26 de junio de 2016      | MetLife Stadium, East Rutherford, Estados Unidos                     | Argentina              | 0-0 2-4p | Chile             |   | Copa América Centenario 2016     |
| 35    | 1 de septiembre de 2016  | Estadio Defensores del Chaco, Asunción, Paraguay                     | Paraguay               | 2-1      | Chile             |   | Copa América Centenario 2016     |
| 36    | 6 de septiembre de 2016  | Estadio Monumental, Santiago, Chile                                  | Chile                  | 3-0      | Bolivia           |   | Clasificatorias a Rusia 2018     |
| 37    | 10 de noviembre de 2016  | Estadio Metropolitano Roberto Meléndez, Barranquilla, Colombia       | Colombia               | 0-0      | Chile             |   | Clasificatorias a Rusia 2018     |
| 38    | 15 de noviembre de 2016  | Estadio Nacional Julio Martínez Prádanos, Santiago, Chile            | Chile                  | 3-1      | Uruguay           |   | Clasificatorias a Rusia 2018     |
| 39    | 11 de enero de 2017      | Guangxi Sports Center, Nanning, China                                | Chile                  | 1-1 4-1p | Croacia           |   | China Cup 2017                   |
| 40    | 15 de enero de 2017      | Guangxi Sports Center, Nanning, China                                | Islandia               | 0-1      | Chile             |   | China Cup 2017                   |
| 41    | 23 de marzo de 2017      | Estadio Antonio Vespucio Liberti, Buenos Aires, Argentina            | Argentina              | 1-0      | Chile             |   | Clasificatorias a Rusia 2018     |
| 42    | 2 de junio de 2017       | Estadio Nacional Julio Martínez Prádanos, Santiago, Chile            | Chile                  | 3-0      | Burkina Faso      |   | Amistoso                         |
| 43    | 9 de junio de 2017       | VEB Arena, Moscú, Rusia                                              | Rusia                  | 1-1      | Chile             |   | Amistoso                         |
| 44    | 13 de junio de 2017      | Cluj Arena, Cluj, Rumanía                                            | Rumania                | 3-2      | Chile             |   | Amistoso                         |
| 45    | 18 de junio de 2017      | Otkrytie Arena, Moscú, Rusia                                         | Camerún                | 0-2      | Chile             |   | Copa Confederaciones 2017        |
| 46    | 25 de junio de 2017      | Otkrytie Arena, Moscú, Rusia                                         | Chile                  | 1-1      | Australia         |   | Copa Confederaciones 2017        |
| 47    | 28 de junio de 2017      | Kazán Arena, Kazán, Rusia                                            | Portugal               | 0-0 0-3p | Chile             |   | Copa Confederaciones 2017        |
| 48    | 10 de octubre de 2017    | Allianz Parque, São Paulo, Brasil                                    | Brasil                 | 3-0      | Chile             |   | Clasificatorias a Rusia 2018     |
| 49    | 6 de junio de 2019       | Estadio La Portada, La Serena, Chile                                 | Chile                  | 2-1      | Haití             |   | Amistoso                         |
| 50    | 17 de junio de 2019      | Estadio Morumbi, São Paulo, Brasil                                   | Japón                  | 0-4      | Chile             |   | Copa América 2019                |
| 51    | 21 de junio de 2019      | Arena Fonte Nova, Salvador de Bahía, Brasil                          | Ecuador                | 1-2      | Chile             |   | Copa América 2019                |
| 52    | 28 de junio de 2019      | Arena Corinthians, São Paulo, Brasil                                 | Colombia               | 0-0 4-5p | Chile             |   | Copa América 2019                |
| 53    | 3 de julio de 2019       | Arena do Grêmio, Porto Alegre, Brasil                                | Chile                  | 0-3      | Perú              |   | Copa América 2019                |
| 54    | 8 de octubre de 2020     | Estadio Centenario, Montevideo, Uruguay                              | Uruguay                | 2-1      | Chile             |   | Clasificatorias a Catar 2022     |
| 55    | 13 de octubre de 2020    | Estadio Nacional Julio Martínez Prádanos, Santiago, Chile            | Chile                  | 2-2      | Colombia          |   | Clasificatorias a Catar 2022     |
| Total | Total                    | Total                                                                | Presencias             | 55       | Goles             | 5 |                                  |

| Selección chilena | Selección chilena | Selección chilena |
| Año               | Partidos          | Goles             |
| ----------------- | ----------------- | ----------------- |
| 2008              | 4                 | 0                 |
| 2009              | 4                 | 0                 |
| 2010              | 5                 | 0                 |
| 2012              | 1                 | 0                 |
| 2013              | 5                 | 1                 |
| 2014              | 4                 | 0                 |
| 2015              | 1                 | 0                 |
| 2016              | 12                | 2                 |
| 2017              | 10                | 0                 |
| 2019              | 5                 | 2                 |
| 2020              | 2                 | 0                 |
| Total             | 55                | 5                 |

### Goles con la selección nacional
Actualizado de acuerdo al último partido jugado el 21 de junio de 2019.
| 1 | 19 de enero de 2013 | Estadio Ester Roa Rebolledo, Concepción, Chile | Haití     | 3 – 0 | 3 – 0 | Amistoso                |
| 2 | 6 de junio de 2016  | Levi's Stadium, Santa Clara, Estados Unidos    | Argentina | 2 – 1 | 2 – 1 | Copa América Centenario |
| 3 | 22 de junio de 2016 | Soldier Field, Chicago, Estados Unidos         | Colombia  | 0 – 2 | 0 – 2 | Copa América Centenario |
| 4 | 6 de junio de 2019  | Estadio La Portada, La Serena, Chile           | Haití     | 2 – 1 | 2 – 1 | Amistoso                |
| 5 | 21 de junio de 2019 | Arena Fonte Nova, Salvador de Bahía, Brasil    | Ecuador   | 0 – 1 | 1 – 2 | Copa América 2019       |

## Estadísticas

### Clubes
| Club                         | Div.          | Temporada     | Liga  | Liga  | Liga   | Copas nacionales | Copas nacionales | Copas nacionales | Torneos internacionales | Torneos internacionales | Torneos internacionales | Total | Total | Total  |
| Club                         | Div.          | Temporada     | Part. | Goles | Asist. | Part.            | Goles            | Asist.           | Part.                   | Goles                   | Asist.                  | Part. | Goles | Asist. |
| ---------------------------- | ------------- | ------------- | ----- | ----- | ------ | ---------------- | ---------------- | ---------------- | ----------------------- | ----------------------- | ----------------------- | ----- | ----- | ------ |
| Universidad Católica · Chile | 1.ª           | 2004          | 26    | 4     | 5      | 2                | 0                | 0                | —                       | —                       | —                       | 28    | 4     | 5      |
| Universidad Católica · Chile | 1.ª           | 2005          | 26    | 0     | 7      | —                | —                | —                | 10                      | 0                       | 0                       | 36    | 0     | 7      |
| Universidad Católica · Chile | 1.ª           | 2006          | 32    | 4     | 6      | —                | —                | —                | 6                       | 1                       | 1                       | 38    | 5     | 7      |
| Universidad Católica · Chile | 1.ª           | 2007          | 12    | 1     | 1      | —                | —                | —                | —                       | —                       | —                       | 12    | 1     | 1      |
| Colo-Colo · Chile            | 1.ª           | 2008          | 7     | 1     | 1      | —                | —                | —                | —                       | —                       | —                       | 7     | 1     | 1      |
| O'Higgins · Chile            | 1.ª           | 2008          | 20    | 6     | 7      | 1                | 0                | 0                | —                       | —                       | —                       | 21    | 6     | 7      |
| O'Higgins · Chile            | 1.ª           | 2009          | 31    | 8     | 9      | —                | —                | —                | —                       | —                       | —                       | 31    | 8     | 9      |
| O'Higgins · Chile            | Total club    | Total club    | 51    | 14    | 16     | 1                | 0                | 0                | 0                       | 0                       | 0                       | 52    | 14    | 16     |
| Colo-Colo · Chile            | 1.ª           | 2010          | 31    | 3     | 6      | 1                | 0                | 0                | 7                       | 1                       | 2                       | 39    | 4     | 8      |
| Colo-Colo · Chile            | 1.ª           | 2011          | 26    | 5     | 1      | 6                | 2                | 2                | 4                       | 0                       | 1                       | 36    | 7     | 4      |
| Colo-Colo · Chile            | 1.ª           | 2012          | 39    | 4     | 3      | 8                | 3                | 3                | —                       | —                       | —                       | 47    | 7     | 6      |
| Colo-Colo · Chile            | 1.ª           | 2013          | 17    | 4     | 7      | —                | —                | —                | —                       | —                       | —                       | 17    | 4     | 7      |
| Colo-Colo · Chile            | 1.ª           | 2013-14       | 33    | 4     | 7      | 7                | 1                | 3                | 4                       | 0                       | 0                       | 44    | 5     | 10     |
| Colo-Colo · Chile            | 1.ª           | 2014-15       | 2     | 0     | 0      | —                | —                | —                | —                       | —                       | —                       | 2     | 0     | 0      |
| Colo-Colo · Chile            | Total club    | Total club    | 155   | 21    | 25     | 22               | 6                | 8                | 15                      | 1                       | 3                       | 192   | 28    | 36     |
| Boca Juniors Argentina       | 1.ª           | 2014          | 12    | 0     | 0      | —                | —                | —                | 6                       | 1                       | 1                       | 18    | 1     | 1      |
| Boca Juniors Argentina       | 1.ª           | 2015          | 13    | 0     | 0      | 2                | 0                | 0                | 3                       | 0                       | 1                       | 18    | 0     | 1      |
| Boca Juniors Argentina       | Total club    | Total club    | 25    | 0     | 0      | 2                | 0                | 0                | 9                       | 1                       | 2                       | 36    | 1     | 2      |
| Universidad Católica · Chile | 1.ª           | 2015-16       | 13    | 4     | 1      | —                | —                | —                | —                       | —                       | —                       | 13    | 4     | 1      |
| Universidad Católica · Chile | 1.ª           | 2016-17       | 22    | 4     | 6      | 5                | 3                | 1                | 6                       | 0                       | 3                       | 33    | 7     | 10     |
| Universidad Católica · Chile | 1.ª           | 2017          | 13    | 4     | 1      | 4                | 0                | 2                | —                       | —                       | —                       | 17    | 4     | 3      |
| Universidad Católica · Chile | 1.ª           | 2018          | 29    | 5     | 2      | 2                | 0                | 0                | —                       | —                       | —                       | 31    | 5     | 2      |
| Universidad Católica · Chile | 1.ª           | 2019          | 21    | 10    | 6      | 4                | 0                | 0                | 8                       | 0                       | 3                       | 33    | 10    | 9      |
| Universidad Católica · Chile | 1.ª           | 2020          | 22    | 4     | 3      | 1                | 0                | 0                | 11                      | 0                       | 1                       | 34    | 4     | 4      |
| Universidad Católica · Chile | 1.ª           | 2021          | 24    | 3     | 9      | 4                | 0                | 1                | 6                       | 0                       | 0                       | 34    | 3     | 10     |
| Universidad Católica · Chile | 1.ª           | 2022          | 26    | 4     | 5      | 7                | 1                | 2                | 7                       | 1                       | 1                       | 40    | 6     | 8      |
| Universidad Católica · Chile | Total club    | Total club    | 266   | 47    | 52     | 29               | 4                | 6                | 54                      | 2                       | 9                       | 349   | 53    | 67     |
| Total carrera                | Total carrera | Total carrera | 497   | 82    | 93     | 54               | 10               | 14               | 78                      | 4                       | 14                      | 629   | 96    | 121    |
| 1. 2. 3.                     |               |               |       |       |        |                  |                  |                  |                         |                         |                         |       |       |        |

### Selecciones
| Selección        | Temporada     | Amistosos | Amistosos | Amistosos | Sudamérica | Sudamérica | Sudamérica | Mundial | Mundial | Mundial | Total | Total | Total  |
| Selección        | Temporada     | Part.     | Goles     | Asist.    | Part.      | Goles      | Asist.     | Part.   | Goles   | Asist.  | Part. | Goles | Asist. |
| ---------------- | ------------- | --------- | --------- | --------- | ---------- | ---------- | ---------- | ------- | ------- | ------- | ----- | ----- | ------ |
| Sub-20 · Chile   | 2005          | 6         | 2         | 2         | 9          | 2          | 2          | 4       | 2       | 1       | 19    | 6     | 5      |
| Sub-20 · Chile   | Total         | 6         | 2         | 2         | 9          | 2          | 2          | 4       | 2       | 1       | 19    | 6     | 5      |
| Sub-23 · Chile   | 2008          | 5         | 2         | 0         | —          | —          | —          | —       | —       | —       | 5     | 2     | 0      |
| Sub-23 · Chile   | Total         | 5         | 2         | 0         | 0          | 0          | 0          | 0       | 0       | 0       | 5     | 2     | 0      |
| Absoluta · Chile | 2008          | 3         | 0         | 0         | 1          | 0          | 0          | —       | —       | —       | 4     | 0     | 0      |
| Absoluta · Chile | 2009          | 4         | 0         | 1         | —          | —          | —          | —       | —       | —       | 4     | 0     | 1      |
| Absoluta · Chile | 2010          | 7         | 0         | 1         | —          | —          | —          | —       | —       | —       | 7     | 0     | 1      |
| Absoluta · Chile | 2011          | —         | —         | —         | —          | —          | —          | —       | —       | —       | 0     | 0     | 0      |
| Absoluta · Chile | 2012          | 1         | 0         | 0         | —          | —          | —          | —       | —       | —       | 1     | 0     | 0      |
| Absoluta · Chile | 2013          | 5         | 1         | 1         | —          | —          | —          | —       | —       | —       | 5     | 1     | 1      |
| Absoluta · Chile | 2014          | 4         | 0         | 1         | —          | —          | —          | —       | —       | —       | 4     | 0     | 1      |
| Absoluta · Chile | 2015          | 1         | 0         | 0         | —          | —          | —          | —       | —       | —       | 1     | 0     | 0      |
| Absoluta · Chile | 2016          | 2         | 0         | 0         | 10         | 2          | 1          | —       | —       | —       | 12    | 2     | 1      |
| Absoluta · Chile | 2017          | 5         | 0         | 0         | 2          | 0          | 0          | 3       | 0       | 0       | 10    | 0     | 0      |
| Absoluta · Chile | 2018          | —         | —         | —         | —          | —          | —          | —       | —       | —       | 0     | 0     | 0      |
| Absoluta · Chile | 2019          | 1         | 1         | 0         | 4          | 1          | 0          | —       | —       | —       | 5     | 2     | 0      |
| Absoluta · Chile | 2020          | —         | —         | —         | 2          | 0          | 0          | —       | —       | —       | 2     | 0     | 0      |
| Absoluta · Chile | Total         | 33        | 2         | 4         | 17         | 3          | 1          | 3       | 0       | 0       | 55    | 5     | 5      |
| Total carrera    | Total carrera | 44        | 6         | 6         | 26         | 5          | 3          | 7       | 2       | 1       | 79    | 13    | 10     |
| 1. 2.            |               |           |           |           |            |            |            |         |         |         |       |       |        |

### Resumen estadístico
| Competición                   | Partidos | Goles | Asistencias | G y A |
| ----------------------------- | -------- | ----- | ----------- | ----- |
| Primera División de Chile     | 472      | 82    | 93          | 175   |
| Primera División de Argentina | 25       | 0     | 0           | 0     |
| Copa Chile                    | 47       | 9     | 12          | 21    |
| Supercopa de Chile            | 5        | 1     | 2           | 3     |
| Copa Argentina                | 2        | 0     | 0           | 0     |
| Copa Libertadores             | 45       | 1     | 8           | 9     |
| Copa Sudamericana             | 33       | 3     | 6           | 9     |
| Selección Sub-20              | 19       | 6     | 5           | 11    |
| Selección sub-23              | 5        | 2     | 0           | 2     |
| Selección adulta              | 55       | 5     | 5           | 10    |
| Total                         | 708      | 109   | 131         | 240   |

## Palmarés

### Torneos nacionales
| Título                        | Club                      | País      | Año     |
| ----------------------------- | ------------------------- | --------- | ------- |
| Primera División              | C.D. Universidad Católica | Chile     | 2005-C  |
| Primera División              | C.S.D. Colo-Colo          | Chile     | 2014-C  |
| Primera División de Argentina | Boca Juniors              | Argentina | 2015    |
| Copa Argentina                | Boca Juniors              | Argentina | 2014-15 |
| Primera División              | C.D. Universidad Católica | Chile     | 2016-C  |
| Supercopa de Chile            | C.D. Universidad Católica | Chile     | 2016    |
| Primera División              | C.D. Universidad Católica | Chile     | 2016-A  |
| Primera División              | C.D. Universidad Católica | Chile     | 2018    |
| Supercopa de Chile            | C.D. Universidad Católica | Chile     | 2019    |
| Primera División              | C.D. Universidad Católica | Chile     | 2019    |
| Primera División              | C.D. Universidad Católica | Chile     | 2020    |
| Supercopa de Chile            | C.D. Universidad Católica | Chile     | 2020    |
| Supercopa de Chile            | C.D. Universidad Católica | Chile     | 2021    |
| Primera División              | C.D. Universidad Católica | Chile     | 2021    |

### Torneos internacionales
| Título                  | Club (*)           | Sede           | Año  |
| ----------------------- | ------------------ | -------------- | ---- |
| Copa América            | Selección de Chile | Chile          | 2015 |
| Copa América Centenario | Selección de Chile | Estados Unidos | 2016 |

### Distinciones individuales
| Distinción                                                    | Año    |
| ------------------------------------------------------------- | ------ |
| Mejor Lateral Derecho por el SIFUP                            | 2013-T |
| Parte del Equipo Ideal de El Gráfico Chile                    | 2013   |
| Mejor Jugador Supercopa de Chile 2016                         | 2016   |
| Botín de Oro al Mejor Jugador del año 2016                    | 2016   |
| Mejor Jugador de Chile 2016 - Diario El País                  | 2016   |
| Mejor Jugador de Chile 2018 - Diario El País                  | 2018   |
| Mejor Jugador Masculino 2019 - C.P.D.                         | 2019   |
| Premio al Juego Limpio 2019 - C.P.D.                          | 2019   |
| Mejor Jugador de Chile 2019 - Diario El País                  | 2019   |
| Mejor Futbolista 2020 - Encuesta El Deportivo de La Tercera   | 2020   |
| Mejor defensa de 2021 por Encuesta El Deportivo de La Tercera | 2021   |

### Capitán de Universidad Católica
| Predecesor: Cristián Álvarez | Capitán de Universidad Católica 2019 - 2022 | Sucesor: Matías Dituro |